# Oligotrophus lyciicola
Oligotrophus lyciicola är en tvåvingeart som först beskrevs av Jean-Jacques Kieffer och Jorgensen 1910.  Oligotrophus lyciicola ingår i släktet Oligotrophus och familjen gallmyggor. Inga underarter finns listade i Catalogue of Life.